# モウンガ・オクシチノ
モウンガ・オクシチノ（Mounga Okusitino、1980年9月13日 - ）はトンガのトフォア出身の陸上競技選手。現在はラパハに住んでいる。彼は脳性まひを患っており、2008年には北京パラリンピックに参加し、開会式ではトンガ選手団の旗手を務めた。競技は男子100mT37に参加したものの1次予選でほかの選手と2秒以上離される苦しい結果に終わり、予選敗退した。